# 張方
張 方（ちょう ほう、? - 306年）は、中国西晋時代の人物。河間郡の出身。八王の乱において河間王司馬顒の躍進に大いに貢献し、その軍の中核を為した。

## 生涯

### 司馬顒に仕える
家は貧賤であり、低い身分の生まれであった。
元々は河間郡出身であったが、ある時長安へ移住した。当地の富豪である郅輔は彼の境遇を憐れみ、食糧や物資を支援したという。
後に関中を統治する河間王司馬顒に仕官し、その才覚と勇猛さを高く評価された。幾度も昇進を重ね、やがて振武将軍に任じられた。また、郅輔は張方の部下として仕えた。
301年1月、趙王司馬倫は側近孫秀と謀って帝位を簒奪し、国政を掌握した。斉王司馬冏が司馬倫誅殺を掲げて挙兵すると、元安西参軍夏侯奭は侍御史を自称し、始平郡で数千の兵を集めて司馬冏に呼応した。司馬顒は司馬倫に加担する事を決めていたので、張方と主簿房陽を派遣して夏侯奭討伐に当たらせた。張方らは出撃する矢夏侯奭軍を撃破し、彼を捕縛して長安へ送った。さらに、張方は司馬顒の命により、関中の諸将を率いて司馬倫援護の為に洛陽へ向かい、華陰まで進軍した。この時、司馬顒は司馬冏と成都王司馬穎の勢力が優勢である事を知り、龍驤将軍李含・領督護席薳らに張方を追わせて司馬冏側に応じるよう伝えさせた。張方は李含らと合流すると潼関まで進んだ。4月、左将軍王輿は洛陽で政変を起こすと、孫秀を殺して司馬倫を幽閉し、恵帝を復位させた。これを聞くと、張方らは軍を帰還させた。
302年11月、司馬顒は司馬冏討伐を掲げて長安で決起すると、張方は都督李含の傘下となり、10万の兵と共に洛陽へ向けて進撃した。張方は李含の別軍となって新安に入り、洛陽から120里まで迫った。同時期、長沙王司馬乂は洛陽城内から司馬顒に呼応し、司馬冏と3日間に渡る争いを繰り広げると、これに勝利して司馬冏を処断した。これを聞くと、張方らは軍を還らせた。

### 司馬乂討伐

#### 洛陽攻略
303年8月、司馬顒は司馬穎と共に司馬乂討伐の兵を挙げた。恵帝は詔を発して司馬顒と司馬穎を逆臣であると弾劾し、司馬乂に討伐を命じた。司馬顒の命により、張方は都督に任じられ、精兵7万を従えて函谷関から洛陽に向かった。9月、司馬乂配下の左将軍皇甫商は1万余りの兵を率いて宜陽で阻んだが、張方はこれを返り討ちにした。
司馬穎は司馬顒に呼応し、平原内史陸機・北中郎将王粋・冠軍将軍牽秀・中護軍石超らに20万余りの兵を与えて洛陽攻略を命じ、自らも兵を率いて後続となった。恵帝は自ら軍を率いて司馬穎軍を迎撃すると、張方は機に乗じて洛陽城内に侵入し、略奪を行って1万人余りを討ち取った後に、一旦洛陽を離れた。
その後、張方は西明門を攻撃したが、司馬乂は恵帝を奉じてこれを迎撃すると、張方の兵は皇帝の輿を見て恐れを為し、戦わずして逃走してしまった。これにより張方は大敗を喫して五千人余りを失い、十三里橋まで撤退した。諸将は恐れて逃亡を考えたが、張方は「勝敗は兵家の常である。うまく兵を用いる者は失敗を成功に転じることができる。我が軍は前進して砦を築き、敵の意表を衝く。これこそ奇策というものである」と述べると、兵士の動揺は鎮まった。また、張方は夜の間に洛陽から西七里の場所に移動して砦を築くと、城外の倉庫から食糧を奪った。11月、司馬乂は張方が砦を築いたと知って攻撃を仕掛けたが、張方はこれを撃退した。張方は正攻法では洛陽を落とせないと考え、洛陽を包囲して兵糧攻めを行い、さらに千金堨（洛陽東の堰）を破壊して洛陽を水不足に陥れた。これにより洛陽城内は混乱し、米1石が1万銭まで高騰するようになった。
この間、司馬穎は幾度も洛陽を攻撃したが、全て司馬乂の前に返り討ちに遭って6・7万の兵を失った。304年1月、合戦は長期に渡り、既に城内は食糧が欠乏していたが、司馬乂は人望があったので兵の士気は下がらず、みな死に物狂いで奮戦を続けていた。この様子を見た張方は洛陽攻略は不可能と判断し、諦めて長安に退却しようと考えるようになった。だが、洛陽城内にいた東海王司馬越は城内の惨状から司馬乂には勝ち目がないと判断し、諸将と共に司馬乂を捕えると、張方を城内に迎え入れた。だが、洛陽の将士はこれに反発して司馬乂を助け出そうと考えたので、司馬越は司馬乂を殺して諦めさせようと思い、急ぎ張方へ連絡した。翌日、張方は郅輔に三千の兵を与えて金墉城から司馬乂を連れ出させると、自らの陣営で焼き殺した。

#### 劉沈撃破
これより以前の303年11月、司馬乂は洛陽の包囲を解く為、雍州刺史劉沈に7郡の兵1万人余りを与えて長安へ進軍させていた。司馬顒は迎え撃つも敗北し、恐れて長安に退却すると、張方を急いで洛陽から呼び戻した。これを受け、張方は洛陽の奴婢1万人余りを引き連れて西に向かったが、道中で食糧難に苦しみ、牛肉と馬肉のみならず人肉までも糧食にしたという。
劉沈は一度は長安城内へ侵入して司馬顒を追い詰めたが、馮翊太守張輔の救援により撃退され、敗残兵を率いて軍営に撤退した。帰還して来た張方は配下の敦偉を派遣して劉沈の軍営へ夜襲を仕掛け、劉沈軍を壊滅させた。これらの功績により左将軍・馮翊太守に任じられた。

### 洛陽統治

#### 恵帝を擁す
7月、司馬越は右衛将軍陳眕・殿中中郎逯苞・成輔・司馬乂の旧将上官巳らと共に司馬穎討伐を掲げて決起すると、恵帝を奉じて共に鄴へ向けて軍を発した。司馬顒はこれを聞くと、張方に2万の兵を与えて鄴を救援させた。だが、張方が到着する前に司馬穎配下の石超は皇帝軍を撃破し、恵帝の身柄を確保した。司馬顒は恵帝が鄴城に入ったと知ると、張方に洛陽占拠を命じた。張方襲来を聞くと、洛陽の守将上官巳と苗願は進み出て張方を阻んだが、張方はこれに大勝した。上官巳らは洛陽城内に退いたが、皇太子司馬覃は上官巳と苗願を城外に追い出して張方を広陽門から迎え入れた。司馬覃は張方と会うと拝礼しようとしたが、張方は下車して司馬覃を抱え起こした。その後、皇太子司馬覃と皇后羊献容は司馬越らが擁立した人物だったので、張方は彼らを廃立した。
8月、都督幽州諸軍事王浚は東嬴公司馬騰と連携を取り合い、司馬穎討伐を掲げて決起した。司馬穎は大いに恐れ、鄴を放棄すると恵帝を連れて洛陽へ逃走した。張方は子の張羆に騎兵三千を与え、恵帝一行を迎え入れさせた。恵帝は張方の車に乗って洛陽へ向かい、張方は邙山の下で自ら1万騎余りを率いて恵帝を出迎えた。張方が恵帝に拝謁しようとすると、恵帝は車を下車して拝礼を止めさせた。これ以降、張方は全ての兵権を握り、専制するようになった。張方が洛陽にいる間、彼の兵士は略奪を行ったので、城内の財宝は尽く無くなった。

#### 長安へ遷都
張方の将兵が長安への帰郷を望むようになると、張方は恵帝を伴って長安へ遷都する事を決め、宗廟への拝謁を口実に恵帝を連れ出そうとした、だが、恵帝は拒否したので、張方は強硬策を決意した。
11月、張方は兵を率いて宮殿に入ると、自らの車に恵帝を乗せようとした。驚いた恵帝は後園の竹林に逃げたが、兵士達は恵帝を連れ出して無理矢理車に乗せた。恵帝は涙ながらに従う他なかった。張方が馬上で稽首して「寇賊が増えているのに宿衛（近衛兵）が足りないので、臣の陣営にお連れします。死力を尽くしてお守りします。」と述べた。こうして恵帝を陣営に迎え入れると、宮中の宝物や宮人を運ぶよう兵士に命じた。これにより、魏晋以来蓄えられた宝物がことごとく失われた。さらに、張方は人々の帰郷の望みを絶つため、宗廟や宮室に火を放とうとした。しかし、中書監盧志は張方へ「かつて、董卓は無道にも洛陽を焚燒しました。その怨毒の声は、百年たって尚も残っております。何故これを踏襲するのですか?」と反対すると、張方は放火を止めた。3日後、張方は恵帝と皇太弟司馬穎、豫章王司馬熾らを連れて長安に向かった。長安に到達すると、司馬顒が迎え入れた。
12月、詔が下り、張方は中領軍・録尚書事・領京兆尹に任じられた。

### 司馬越との争い
305年4月、張方は尚書僕射荀藩・司隸劉暾・河南尹周馥らが擁立していた皇后羊献容を再び廃立した。
7月、司馬越は司馬顒と張方討伐を掲げて徐州で決起し、東平王司馬楙・王浚・司馬虓らもまたこれに呼応したので、関中は震撼した。張方は司馬顒へ「我らは10余万の兵を領しております。天子を洛陽に送奉し、成都王（司馬穎）を鄴に帰還させ、公（司馬顒）は関中に留まって鎮撫し、我は北方で博陵を討ちます。こうすれば、天下は安んじられ、再び挙兵するものは居なくなるでしょう」と進言したが、司馬顒は許さなかった。
司馬越は太弟中庶子繆播と右衛率繆胤を長安に派遣して司馬顒の説得に当たらせ、恵帝を洛陽に帰還させる事と、陝県を境に東西で国家を分割統治をする事を提案した。司馬顒はこれに従おうとしたが、張方は洛陽を荒らして長安遷都を強行した事から、司馬顒と司馬越の和睦により自らが処罰される事を恐れた。その為、司馬顒へ「我々は強い国力を持って天子を奉じており、天下に号令できる立場にあります。どうしてわざわざ他人の制約を受けなければならないのでしょうか」と進言すると、司馬顒はこれに同意した
10月、司馬顒は詔と称して張方を大都督に任じて精兵10万を与え、建武将軍呂朗と共に豫州刺史劉喬の後援となるよう命じた。12月、劉喬は范陽王司馬虓・司馬劉琨所等に敗れ、洛陽は司馬越軍に制圧された。その為、張方は灞上に留まり、時機を待った。

### 最期
306年1月、劉喬の敗戦を聞くと司馬顒は恐れ、改めて司馬越との和平を望むようになった。しかし、張方は和睦に頑なに反対したので、なかなか決断出来なった。司馬顒の参軍畢垣は張方と仲が悪かったので、司馬顒へ「張方は灞上に駐軍して久しいですが、山東兵の勢いを恐れて進軍を躊躇い、逆に陰謀を目論んでいます。これが為される前にその芽を摘むべきです。陰謀の事は張方の近臣郅輔に聞けば分かるでしょう。」と偽りの発言を行い、繆播と繆胤も司馬顒へ「張方を斬って天下に謝罪すべきです。そうすれば、山東軍と戦わずして戦乱を収める事も出来ましょう。」と進言した。司馬顒は郅輔を招き、事の真偽を確かめようとした。郅輔が到来すると、畢垣は秘かに接近して「張方は謀反を企んでいる。さらに、卿（郅輔）が陰謀の全容を知っていると、誰かが王に告げたようだ。もし王が卿に質問したら、どう答えるつもりかね」と問うた。郅輔は驚愕して「張方の謀反など全く知らぬ。どうすべきだろうか」と尋ねると、畢垣は「王がもし問うたならば、ただ同意すればよい。そうでなければ、卿も禍から逃げる事叶わないであろう。」と勧めた。司馬顒は郅輔と会うと「張方の謀反を卿は知っているかね」と問うた所、郅輔は同意した。さらに「卿を派遣して張方を討とうと思うが、出来るかね」と問うと、郅輔は同意した。これにより、司馬顒は郅輔に張方への手紙を持たせ、それを届けることを口実に張方に接近させた。郅輔は武器を携えて張方の官府に入ったが、彼は張方の側近であった事から、守備兵は誰も疑問に思わなかった。張方は郅輔から手紙を受け取るとそれを読んでいたが、その隙に郅輔は張方に斬りかかって殺害した。
司馬顒は張方の首を司馬越に送って和を請うたが、司馬越軍は張方が死んだと聞くと逆に先を争って函谷関に入るようになり、司馬顒の敗亡を早める結果となった。司馬顒は張方を殺害したことを悔やみ、人をやって郅輔も殺害した。